# ليوبولدو خيمينيز
ليوبولدو خيمينيز (بالإسبانية: Leopoldo Jiménez) (22 مايو 1978 بكاراكاس في فنزويلا - ) هو مدرب كرة قدم ولاعب كرة قدم فنزويلي في مركز الوسط. شارك مع منتخب فنزويلا لكرة القدم. أما مع النوادي، فقد لعب مع أريس ليماسول وأونس كالداس وديبورتيفو تاشيرا وسبارتاك فلاديكافكاز ونادي قرطبة ونادي كارابوبو وDeportivo Anzoátegui S.C. ‏ وديبورتيفو ميراندا وأتلتيكو ماراكايبو ‏ وديبورتيفو إيطاليا ‏ وإستوديانتس دي ماردة ‏.

## وصلات خارجية
- ليوبولدو خيمينيز على موقع الاتحاد الدولي (مؤرشف)  (الإنجليزية)
- ليوبولدو خيمينيز على موقع قاعدة بيانات كرة القدم.إي يو (الإنجليزية)
- ليوبولدو خيمينيز على موقع ناشيونال فوتبول تيمز (الإنجليزية)
- ليوبولدو خيمينيز على موقع Soccerway.com (الإنجليزية)
- ليوبولدو خيمينيز على موقع عالم كرة القدم.نت (الإنجليزية)